# Bass Masters Classic
Bass Masters Classic est un jeu vidéo de pêche sorti en 1994 sur Game Boy Color, Mega Drive et Super Nintendo. Le jeu a été développé par Black Pearl et édité par THQ et Malibu Games.

## Accueil
- IGN : 4/10 (GBC)[1]
- GamePro : 3/5 (SNES)[2]